# Greatest Hits (ABBA-Album)
Greatest Hits (in einigen Ländern The Best of ABBA) ist ein Kompilationsalbum der schwedischen Popgruppe ABBA, das 1975 je nach Plattenlabel in verschiedenen Ausgaben veröffentlicht wurde. In Deutschland und den Niederlanden erschien es bereits im Juni 1975, während es in Skandinavien am 17. November desselben Jahres herausgegeben wurde. Die Titelliste bestand in jedem Fall aus Songs ihrer ersten drei Studioalben und beinhaltete je nach Ausgabe zwölf bis fünfzehn Lieder.
Die LP entwickelte sich 1976 in mehreren Ländern zum Bestseller und wurde in Deutschland, Österreich, Großbritannien, Australien und Neuseeland zum Nummer-eins-Album des Jahres. Auch weltweit betrachtet wurde das Album zu einem der erfolgreichsten von ABBA und verkaufte sich in nur einem Jahr über 6 Millionen Mal. Laut einer offiziellen Statistik von Polar Music war es 1981 mit über 7 Millionen Exemplaren der größte Verkaufserfolg der Gruppe.

## Ausgaben
- Polydor

Das Label, das die Platten von ABBA in Deutschland, Österreich, der Schweiz, Belgien und den Niederlanden vertrieb, stellte bereits im Juni 1975 die Titelliste für eine Kompilation zusammen und veröffentlichte die LP kurze Zeit später unter dem Titel “The Best of ABBA”. Nachdem die meisten Singles der Gruppe in diesen Ländern bereits sehr erfolgreich gewesen waren, sollte ein entsprechendes Album daran anknüpfen. Als Cover diente ein Bild der Gruppe aus dem Vorjahr, auf dem die Bandmitglieder in ihren „Waterloo-Kostümen“ posierte. Im Frühjahr 1976 wurde eine Neuauflage gepresst und die Titelliste um Fernando erweitert.
- Polar

Das Aufnahmelabel von ABBA plante ursprünglich, im Frühjahr 1976 ein Best-of-Album der Gruppe zu veröffentlichen. Einhergehend mit einer neuen Single sollte es das Interesse in die Band weiter steigern. Nachdem Polydor die Idee bereits verwirklicht hatte und diese LP schwedischen Plattenhändlern angeboten wurde, verlegte man den Termin vor und gab das Album unter dem Titel “Greatest Hits” in Schweden, Norwegen, Dänemark und Finnland heraus. Hierfür erstellte Bengt Malmqvist eine surreale Abbildung der Gruppe für das Cover.
- Epic

Einhergehend mit der Veröffentlichung in Skandinavien erschien die LP Ende 1975 in Großbritannien und Irland. Das Cover stammte aus einer Fotosession im Herbst 1975 und wurde quer über Vorder- und Rückseite gedruckt, ähnlich der skandinavischen Ausgabe. Es zeigt die vier Mitglieder auf einer Parkbank sitzend.
- Atlantic

Greatest Hits wurde mit demselben Cover und leicht veränderter Titelliste wie die Epic-Ausgabe in den USA und Kanada veröffentlicht. Dabei ist unklar, ob dies noch 1975 oder erst 1976 erfolgte, da die LP in beiden Ländern erst im Herbst 1976 in die jeweiligen Albumcharts einstieg.
- RCA

Angelehnt an die Polydor-Ausgabe erschien das Album auch in Australien und Neuseeland noch 1975 unter The Best of ABBA. Das Coverfoto stammte hier ebenfalls aus dem Jahr 1974 und zeigt die Gruppe vor blauem Hintergrund in gehobener Kleidung. Die Titelliste war identisch mit jener der Polydor-Version und bestand aus zwölf Liedern. RCA vertrieb die Platte auch in Mexiko, hier allerdings unter Greatest Hits und mit derselben Titelliste wie die Epic-Ausgabe.

## Kommerzieller Erfolg

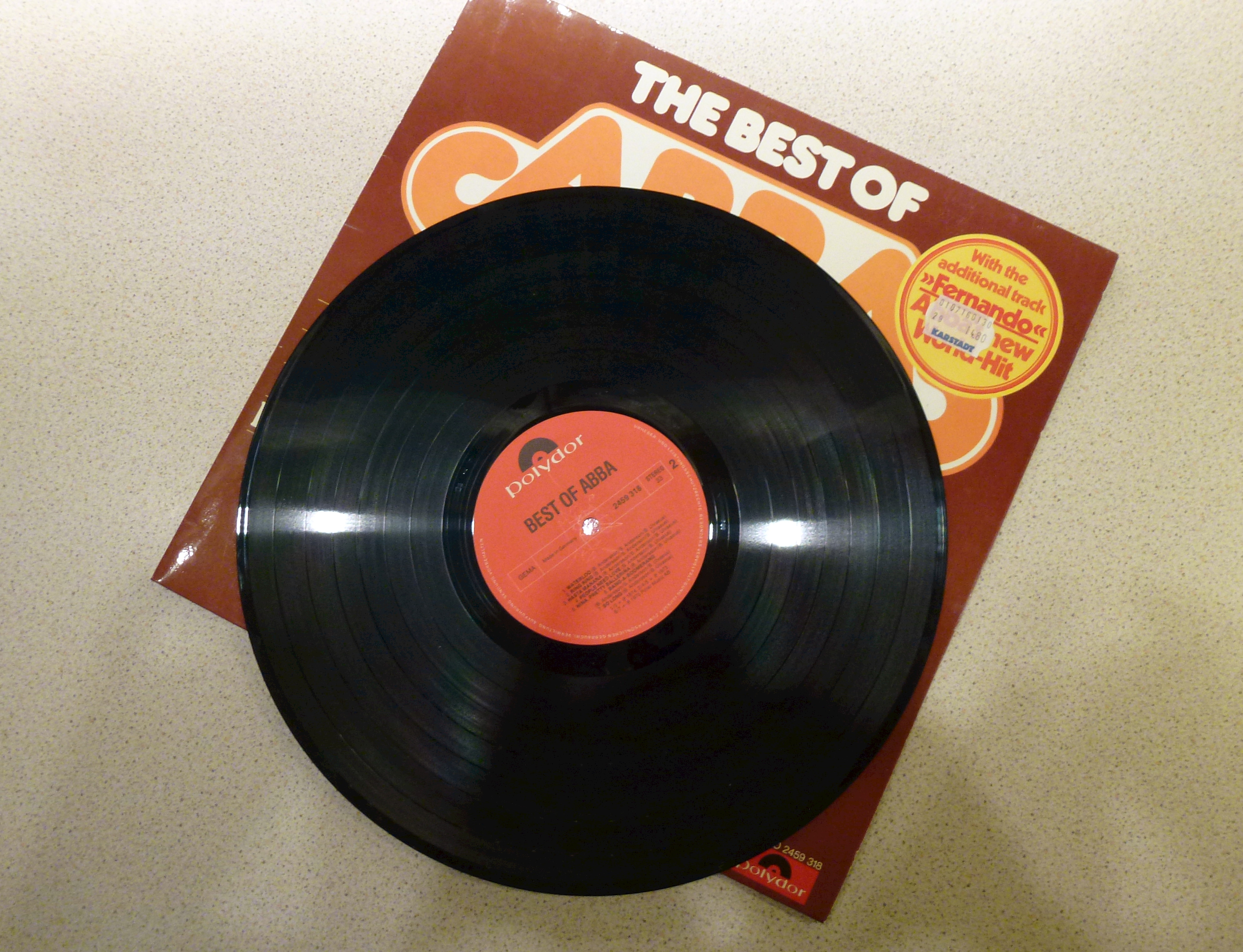
The Best of ABBA
(Polydor-Ausgabe 1976)

### Greatest Hits
In Schweden erreichte die LP noch im Jahr der Veröffentlichung Platz 1 der Charts und wurde bis 1976 etwa 293.000 Mal verkauft. Auch in Norwegen und Dänemark kam das Album auf Platz 1, in Finnland auf Platz 3. In Großbritannien stieg Greatest Hits im April 1976 in die Charts ein und erreichte fünf Wochen später die Spitzenposition, die es für insgesamt elf Wochen innehatte. Mehr als 1,25 Millionen Exemplare wurden im selben Jahr verkauft. Bis zum Ende der 1970er Jahre wurden rund 2,6 Millionen Einheiten abgesetzt, womit die LP das zweit-erfolgreichste Album des Jahrzehnts in Großbritannien war. In Irland wurden über 200.000 Exemplare verkauft.
In Frankreich, wo Greatest Hits beim Label „Vogue“ erschien, erreichte das Album Platz 9 und setzte 100.000 Einheiten ab. Die LP bekam nach einer Promotionreise im Mai 1978 außerdem die Platine Schallplatte in den USA für mehr als 1 Million verkaufte Exemplare. Zudem wurde sie auch in Kanada über 600.000 Mal verkauft.
Greatest Hits erschien 1975 auch in Italien bei „DIG-It“, 1976 in Argentinien und Mexiko bei „RCA“, sowie 1977 in Spanien bei „Carnaby“. Der Charterfolg in diesen Ländern blieb allerdings aus.

### The Best of ABBA
Diese Ausgabe erreichte Platz 1 in Österreich und Deutschland, wo es 1976 mit einer Goldenen Schallplatte für 250.000 verkaufte Einheiten ausgezeichnet wurde. 1978 erhielt es Platin für insgesamt 500.000 Stück. In den Niederlanden belegte es für 21 Wochen die Spitzenposition der Compilation Top 30 Charts und wurde rund 500.000 Mal verkauft. Da es in Belgien und der Schweiz zu dieser Zeit noch keine Albumcharts gab, können über den dortigen Erfolg des Albums keine zuverlässigen Aussagen gemacht werden.
In Australien stieg die LP im Zuge der aufkommenden Abbamania noch Ende 1975 in die Albumcharts ein. Das im März 1976 ausgestrahlte, gleichnamige TV-Special von ABBA steigerte das Interesse an der Hitsammlung immens. The Best of ABBA avancierte zu einem der umsatzstärksten Alben der australischen Schallplattengeschichte und wurde innerhalb von nur zehn Wochen 400.000 Mal verkauft. RCA kooperierte mit beinahe sämtlichen Plattenlabels im Land, um genügend Presswerke zur Verfügung zu haben und der Nachfrage Herr zu werden. Das Album belegte für 16 Wochen hintereinander Platz 1 der Albumcharts und wurde bis Ende 1976 über 1 Million Mal abgesetzt. In jenem Land, das zu diesem Zeitpunkt 13½ Millionen Einwohner hatte, besaß somit jeder dreizehnte bzw. jeder vierte Haushalt ein Exemplar dieses Albums. Bis 1979 erzielte The Best of ABBA insgesamt 22 Platin-Auszeichnungen und gehört auch heute noch mit über 1,1 Millionen Stück zu den meistverkauften Alben Australiens.
Der Erfolg des Albums in Neuseeland stand dem in Australien um nichts nach. Es stand für insgesamt 18 Wochen auf Platz 1 der Albumcharts und wurde mit 18-fach Platin ausgezeichnet. Bis 1979 verkaufte es sich mehr als 250.000 Mal. Das Land hatte zu diesem Zeitpunkt weniger als drei Millionen Einwohner, sodass diese Zahl in der Relation 36 Millionen verkauften Exemplaren in den USA entsprochen hätte. Bis heute ist The Best of ABBA mit 360.000 Exemplaren und 24 Mal Platin das meistverkaufte Album in Neuseeland.

### Chartplatzierungen
| ChartsChartplatzierungen       | Höchstplatzierung | Wochen/ Monate |
| ------------------------------ | ----------------- | -------------- |
| Deutschland (GfK)              | 1 (20,5 Mt.)      | 20,5 Mt.       |
| Österreich (Ö3)                | 1 (13 Mt.)        | 13 Mt.         |
| Schweden (GLF)                 | 1 (44 Wo.)        | 44 Wo.         |
| Vereinigte Staaten (Billboard) | 48 (61 Wo.)       | 61 Wo.         |
| Vereinigtes Königreich (OCC)   | 1 (130 Wo.)       | 130 Wo.        |

| ChartsJahrescharts (1976) | Platzierung |
| ------------------------- | ----------- |
| Deutschland (GfK)         | 1           |
| Österreich (Ö3)           | 1           |

| ChartsJahrescharts (1977) | Platzierung |
| ------------------------- | ----------- |
| Deutschland (GfK)         | 5           |
| Österreich (Ö3)           | 23          |

### Auszeichnungen für Musikverkäufe
| Land/Region                  | Auszeichnungen für Musikverkäufe (Land/Region, Auszeichnung, Verkäufe) | Verkäufe  |
| ---------------------------- | ---------------------------------------------------------------------- | --------- |
| Dänemark (IFPI)              | Gold                                                                   | 250.000   |
| Deutschland (BVMI)           | Gold                                                                   | 250.000   |
| Finnland (IFPI)              | Platin                                                                 | 64.875    |
| Griechenland (IFPI)          | Gold                                                                   | 50.000    |
| Hongkong (IFPI/HKRIA)        | Platin                                                                 | 20.000    |
| Israel (IFPI)                | Gold                                                                   | 20.000    |
| Kanada (MC)                  | 5× Platin                                                              | 500.000   |
| Vereinigte Staaten (RIAA)    | Platin                                                                 | 1.000.000 |
| Vereinigtes Königreich (BPI) | 8× Platin                                                              | 2.400.000 |
| Insgesamt                    | 4× Gold · 16× Platin ·                                                 | 4.554.875 |

| Land/Region           | Auszeichnungen für Musikverkäufe (Land/Region, Auszeichnung, Verkäufe) | Verkäufe  |
| --------------------- | ---------------------------------------------------------------------- | --------- |
| Australien (ARIA)     | 22× Platin                                                             | 1.210.000 |
| Deutschland (BVMI)    | Gold                                                                   | 250.000   |
| Hongkong (IFPI/HKRIA) | Gold                                                                   | 10.000    |
| Indien (IMI)          | —                                                                      | 50.000    |
| Neuseeland (RMNZ)     | 24× Platin                                                             | 480.000   |
| Insgesamt             | 2× Gold · 46× Platin ·                                                 | 1.900.000 |

## Titelliste
| Greatest Hits - Seite 1 1. SOS 2. He Is Your Brother 3. Ring Ring 4. Hasta Mañana 5. Nina, Pretty Ballerina 6. Honey, Honey 7. So Long - Seite 2 1. I Do, I Do, I Do, I Do, I Do 2. People Need Love 3. Bang-A-Boomerang 4. Another Town, Another Train 5. Mamma Mia 6. Dance (While The Music Still Goes On) 7. Waterloo | The Best of ABBA - Seite 1 1. Waterloo 2. Ring Ring (Remix 1974) 3. Honey, Honey 4. Mamma Mia 5. People Need Love 6. Nina, Pretty Ballerina - Seite 2 1. I Do, I Do, I Do, I Do, I Do 2. SOS 3. Dance (While the Music Still Goes On) 4. Bang-A-Boomerang 5. Hasta Mañana 6. So Long |